# 胸三斑魮
胸三斑魮（学名：Barbus trispilopleura）為輻鰭魚綱鯉形目鯉科的其中一個種。該物種於1902年由乔治·亚伯特·布兰洁描述，分布於非洲查德湖流域，體長可達4.5公分。

## 扩展阅读
維基物種上的相關：胸三斑魮